# Kanton Lafferde
Der Kanton Lafferde bestand von 1807 bis 1813 im Distrikt Braunschweig im Departement der Oker im Königreich Westphalen und wurde durch das Königliche Decret vom 24. Dezember 1807 gebildet. Heute sind die ehemaligen Gemeinden Ortsteile der Gemeinden Ilsede und Lengede im Landkreis Peine.

## Gemeinden
| Ortsname       | heutige Zugehörigkeit |
| -------------- | --------------------- |
| Gadenstedt     | Gemeinde Ilsede       |
| Groß Ilsede    | Gemeinde Ilsede       |
| Groß Lafferde  | Gemeinde Ilsede       |
| Klein Lafferde | Gemeinde Lengede      |
| Lengede        | Gemeinde Lengede      |
| Münstedt       | Gemeinde Ilsede       |
| Oberg          | Gemeinde Ilsede       |